# ラシー・エラスムス
ラシー・エラスムス（Rassie Erasmus、1972年10月16日 - ）は、南アフリカ共和国のラグビーユニオン指導者。現在南アフリカ共和国代表のディレクター・オブ・ラグビー。

## プロフィール
- 南アフリカ・ディスパッチ出身[1]。
- 現役時代のポジションはフランカー(FL)、ナンバーエイト(No.8)。
- 南アフリカ代表通算キャップ数は36でラグビーワールドカップ1999の南アフリカ代表に選ばれた[2]。

## 略歴
現役時代はフリーステート、ストーマーズなどでプレーしていた。
現役引退後、チーターズ・ストーマーズなどのコーチを歴任して、2016年、マンスターの指導者に就任。
2018年、南アフリカ共和国代表のヘッドコーチに就任。翌ラグビーワールドカップ2019で南アフリカ代表24年ぶりの優勝に貢献。なおこの間自己免疫疾患の治療をしながら指揮を執っていた。
2021年、ヘッドコーチを退任して南アフリカ共和国代表のディレクター・オブ・ラグビーに就任。

## 受賞歴
- ワールドラグビー年間最優秀コーチ賞:2019年[8]